# António Marques Lésbio
António Marques Lésbio (Lisboa ~1660- Lisboa, 21 de novembre de 1709) fou un músic i escriptor portuguès. El 1698 aconseguí el càrrec de mestre de capella del rei Pere II de Portugal. Entre les seves composicions hi figuren diverses misses, magnificat i miserere, etc., que no es publicaren; només s'imprimiren d'aquest compositor els Vilhancicos que se cantarâo ne Igreje de N. Senhora de Nazareth, etc., (Lisboa, 1708).